# Lola Lorme
Lola Lorme (* 23. Dezember 1883 in Wien; † 20. Februar 1964 in Bern) war eine österreichische Journalistin, Literaturwissenschaftlerin, Dramatikerin und Übersetzerin. Bekannt wurde sie vor allem durch ihre Forschungen zu Carlo Goldoni und die Übersetzung seiner Werke ins Deutsche.

## Leben
Lola Lorme wurde als Ludmilla Nagel am 23. Dezember 1883 in Wien geboren. Ihre Eltern waren der jüdische Ingenieur und Oberstaatsbahnrat Ignaz Nagel und Anna Nagel, geborene Rattner. Über ihre jüdische Herkunft geben Matrikeln Auskunft, sie selbst schrieb nicht darüber, in ihren Nachrufen wird darauf nicht eingegangen. Lola Lorme ist ein Künstlername.
Ihre erste Begegnung mit den Texten Goldonis auf der Bühne war 1893 das Gastspiel „La Locandiera“ mit der Schauspielerin Eleonora Duse am Deutschen Volkstheater. Nach der Schule studierte Lorme Philosophie, Sprachwissenschaft und Musikgeschichte an der Universität Wien und war Schülerin des Italianisten, Germanisten und ausgewiesenen Goldoni-Forschers Edgardo Maddalena.  Sie heiratete den jüdischen Zahnarzt Lazar (Leo) Tannenzapf. Er war Leutnant im Ersten Weltkrieg, danach verliert sich seine Spur. 1904 und 1907 erlitt sie zwei Totgeburten.
Ab 1907 war Lorme als Übersetzerin, Dramatikerin und Schriftstellerin tätig und arbeitete für verschiedene Zeitungen. Sie verkehrte im Kreis des Vereins für Kunst und Kultur (vormals Ansorge-Verein) und arbeitete als Lektorin am Deutschen Volkstheater bei Heinrich Glücksmann. 1918 wurde sie in die dramaturgische Kanzlei des Hoftheaters in München berufen. Nur eine Woche nach ihrer Ankunft wurde im Zuge der Novemberrevolution das königliche Hof- in ein republikanisches Nationaltheater umgewandelt und Teile des Personals ausgewechselt. Lorme fand anschließend eine Tätigkeit als Theater- und Musikkritikerin für die Bayerische Staatszeitung.
Auf Anregung des Regisseurs Wolfgang Quincke übersetzte sie Goldonis „La Bottega del Caffè“. Nach dem Tod ihres Vaters 1920 verbrachte sie gemeinsam mit ihrer Mutter eine Zeit lang im bayerischen Allgäu zur Erholung, hier las und begann sie mit der Übersetzung von Goldonis Memoiren, die 1923 als Buch erschienen. In den nächsten Jahren übersetzte Lorme fünfzehn Stücke Goldonis, ihre Übersetzungen wurden u. a. von Max Reinhardt, Leo Pasetti, Otto Kustermann oder Hans Nüchtern inszeniert.
1930 kehrte sie für die Pflege ihrer Mutter nach Wien zurück und war für Radio Wien tätig. 1938 (oder 1939) emigrierte sie nach Italien und lebte fortan in Florenz. Bei einer Brückensprengung 1945 in Florenz erlitt sie eine starke Sehbehinderung. 1947 ging sie zu Behandlungszwecken mit Unterstützung der Schweizer Flüchtlingshilfe in die Schweiz. Hier hatte sie zudem Beziehungen zu Theatern, Presse und dem Verleger Emil Oprecht. Eine Salpetervergiftung führte letztlich zur völligen Erblindung.

Ab 1948 lebte sie bis zu ihrem Tod in Bern. 1954 wurde ihr von Österreich der Professoren-Titel verliehen. 1957 erschien zum 250. Geburtstag Goldonis der erste Band der dreibändigen Ausgabe mit übersetzten Lustspielen im Wiener Bergland Verlag. Im Alltag und bei der Arbeit  wurde sie von der Schauspielerin, Regisseurin und Schauspiellehrerin Margarete Schell-von Noé unterstützt. Die Journalistin Lys Wiedmer-Zingg schreibt hierzu:
Bevor Lola Lorme starb, sah man die beiden Frauen in Bern immer zusammen. Margarethe nahm die Freundin überall hin mit, auch ins Theater. Denn obwohl blind, genoß die Lorme doch das Theatergeschehen akustisch.
An ihrem 80. Geburtstag, kurz vor ihrem Tod, erfuhr sie ein letztes Mal zu Lebzeiten große öffentliche Anerkennung.

## Werk
Lola Lorme übersetzte ab den 1920er-Jahren bis kurz vor ihrem Tod Bühnenwerke Goldonis und publizierte Artikel zu seinem Werk. Sie war maßgebend für die Rezeption Goldonis auf deutschsprachigen Bühnen. Ab 1957, anlässlich des 250. Geburtstages Goldonis, erschien eine vierbändige Ausgabe mit ihren Übersetzungen einer Auswahl seiner Lustspiele. Sie wurde hierin unterstützt von der Schauspielerin und Schauspiellehrerin Margarete Schell-von Noé.
Neben ihrer übersetzerischen Tätigkeit war Lorme auch eine produktive Feuilletonistin, Schriftstellerin und Dramatikerin.
Der Nachlass befindet sich im Schweizer Archiv der Darstellenden Künste (SAPA), Bern.

## Werke (Auswahl)

### Übersetzungen
- Ludovic Halévy: Der Insurgent (L'insurgé). Erzählung. In: Arbeiter Zeitung, 9. Juni 1909, S. 1–2
- Matilde Serao: Das Straßenleben in Neapel. In: Neue Frei Presse, 14. Juni 1909, S. 1–2
- Matilde Serao: Santa Lucia. Novelle. In: Klagenfurter Zeitung, 25. Juli – 2. August 1911
- Willy Dias: Der Gatte. In: Österreichische Frauen-Rundschau, Juli/August/September 1912
- James Huneker: Chopin. Der Mensch, der Künstler. Gemeinsam mit Heinrich Glücksmann. G. Müller. München 1917
- Jean-Jacques Rousseau: Märchen. Rösl & Cie., München 1923.
- Carlo Goldoni: Mein Leben und mein Theater. Rikola Verlag. Wien 1923
- Giorgia Pisani: Elizabeth und Robert. Die Geschichte einer Liebe. Schwabe. Basel 1941
- Laura Orvieto: Florence Nightingale. Europa Verlag. Zürich 1943
- Arthur Pinero: Wer hat sie geküsst. Ein heiteres Spiel in 4 Akten. o. A. ca. 1950
- P. G. Wodehouse: Vertauschte Rollen. Roman. Neue Berner Zeitung,  26. Mai 1952 – 17. Juli 1952
- Carlo Goldoni: Lustspiele. Gemeinsam mit Margarete Schell-von Noé. Bergland Verlag. Wien 1957–1959.

### Selbstständige Werke
- Triumph der Mode. Einakter. UA: 4. November 1911
- Premiere. Drama. 1912
- Redoute. Szene. UA: 18. Dezember 1912
- Glatteis. Ein dramatischer Scherz. UA: 11. Februar 1913
- Österreichische Klöster. Eine Pilgerfahrt von Lola Lorme. Verlag Altötting 1929
- Rings um die Operette. Verlag Altötting. Altötting 1929
- Dopolavoro. Gestaltung der Freizeit nach der Arbeit. Manzsche Verlags- und Universitätsbuchhandlung. Wien 1934
- Goethes soziale Gesinnung. o. A. 1946

### Texte in Zeitungen
- Ad astra. Ein Märchen aus Neu-Hellas. Nacherzählt von Lola Lorme. In: Wiener Zeitung. 1. August 1908, S. 1
- Grabschrift. Auf ein verlorenes Liederbuch / Komödie. Gedichte. In: Allgemeine Zeitung, 23. August 1913, S. 554
- München im Kriege. In: Österreichische Rundschau LVII, Heft 2, 1918
- Tyll Ulenspiegel. In: Österreichische Rundschau LXV, Heft 5, 1921
- Carlo Goldoni und sein „Rappelkopf“. In: Radio Wien. Heft 1/6. Jahrgang, 4. Oktober 1929, S. 2–3
- Carlo Goldoni in Wien. In: Radio Wien. Heft 35/6. Jahrgang, 30. Mai 1930, S. 11
- Sinclair Lewis. Der Chronist des amerikanischen Alltags. In: Radio Wien. Heft 9/7. Jahrgang, 28. November 1930, S. 8
- Miss Florence Nightingale. In: Radio Wien. Heft 15/7. Jahrgang, 9. Januar 1931, S. 7
- Agnes Miegel. Eine Dichterin der deutschen Heimat. In: Radio Wien. Heft 25/7. Jahrgang, 20. März 1931, S. 14
- Franziska Gräfin von Reventlow. In: Radio Wien. Heft 48/7. Jahrgang, 28. August 1931, S. 8
- Victorian Sardou. Zum 100. Geburtstag. In: Radio Wien. Heft 49/7. Jahrgang, 4. September 1931, S. 7
- An ein junges Mädchen. Nach Lorenzo de Medici. Gedicht. In: Der Bund, Band 100, Nummer 133, 20. März 1949, S. 7
- An meine Eltern. Zum neuen Jahre. Gedicht. In: Der Bund, Band 101, Nummer 1, 1. Januar 1950, S. 5
- Haushilfe für Betagte und Gebrechliche. In: Der Bund, Band 109, Nummer 388, 31. August 1958, S. 17